# Charles Jason Gordon

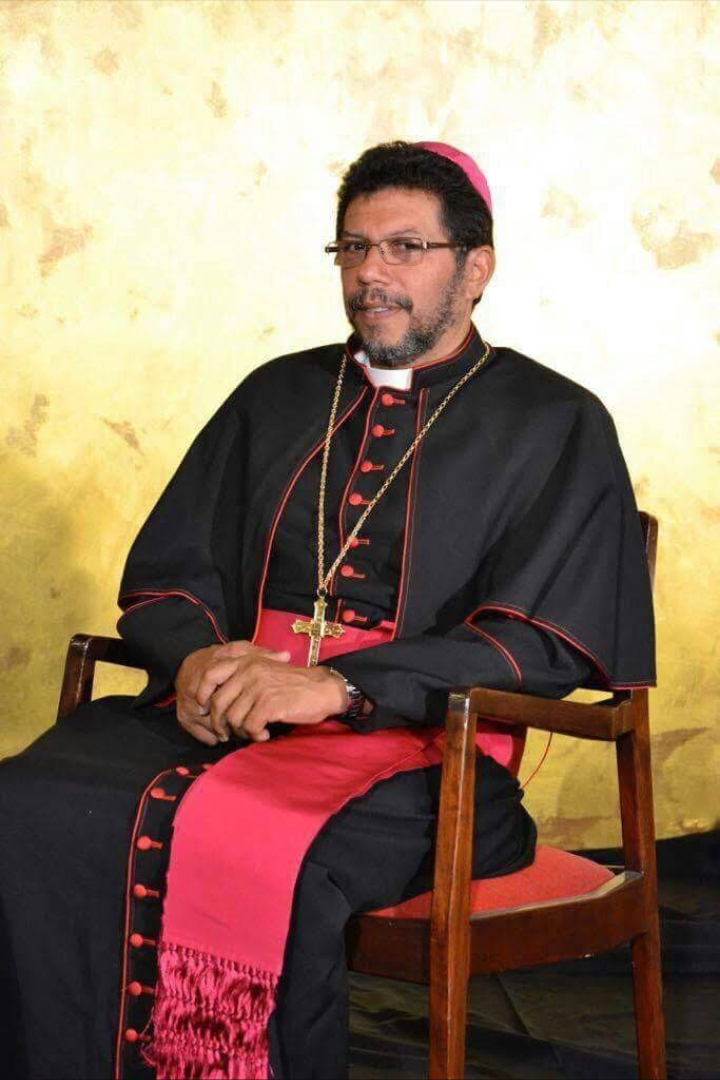
Charles Jason Gordon (2021)

Charles Jason Gordon (allgemein Jason Gordon genannt, * 17. März 1959 in Port of Spain) ist ein trinidadischer Geistlicher und römisch-katholischer Erzbischof von Port of Spain.

## Leben
Nach der Schule übernahm Gordon zunächst die Geschäftsführung der Firma seines Vaters. Im Alter von 21 Jahren trat er der „Living Water Community“ bei und begann ein Theologiestudium an der University of the West Indies. Am 19. März 1991 empfing er die Priesterweihe.
Papst Benedikt XVI. ernannte ihn am 8. Juli 2011 zum Bischof von Bridgetown und Kingstown. Der Koadjutorerzbischof von Port of Spain, Joseph Everard Harris CSSp, spendete ihm am 21. September desselben Jahres die Bischofsweihe; Mitkonsekratoren waren Malcolm Patrick Galt CSSp, Altbischof von Bridgetown, und Robert Rivas OP, Erzbischof von Castries. Die Amtseinführung als Bischof von Kingstown fand am 23. September desselben Jahres statt. Am 22. Dezember 2015 verzichtete er auf das Bistum Kingstown, für das Papst Franziskus mit gleichem Datum einen Nachfolger bestellte. Im Juli 2017 unterstützte er das kirchliche Bündnis zum G20-Gipfel in Hamburg global.gerecht.gestalten mit einer Predigt im ökumenischen Gottesdienst in der Kirche St. Katharinen.
Papst Franziskus ernannte ihn am 19. Oktober 2017 zum Erzbischof von Port of Spain. Die Amtseinführung erfolgte am 27. Dezember desselben Jahres. Das Bistum Bridgetown verwaltete er als Apostolischer Administrator noch weitere dreieinhalb Jahre bis zur Amtseinführung seines Nachfolgers am 1. März 2021. Er war Teilnehmer der 16. ordentlichen Generalversammlung der Bischofssynode im Rahmen der Weltsynode.
Seit dem 7. Januar 2025 verwaltet er zusätzlich das Bistum Willemstad als Apostolischer Administrator.
Papst Leo XIV. ernannte ihn am 3. Juli 2025 zum Mitglied des Dikasteriums für den Interreligiösen Dialog.

## Wappen

Wappen von Charles Jason Gordon als Erzbischof

Das Wappen von Erzbischof Gordon erinnert im oberen Feld an Maria, von der es in der Offenbarung des Johannes heißt, dass der Mond und zwölf Sterne zu ihren Füßen waren (Offb 12,1 ). Das untere Feld zeigt drei Berge, eine Anspielung auf die Trinität. Der Wasserlauf dazwischen erinnert an die Living Water Community, die geistliche Gemeinschaft, der er angehört.

## Positionen
Gordon bezeichnet nichtbinäre Geschlechtsidentitäten als „teuflisches“ soziales Konstrukt und „neokoloniales Werkzeug“.